# South African Reserve Bank Building
El South African Reserve Bank Building es un edificio de 148 metros altura y 38 plantas construido en Pretoria, Sudáfrica de 1986 a 1988. 
Es el edificio más alto de Pretoria y el quinto más alto de Sudáfrica. 
Alberga la sede del Banco Central de Sudáfrica. 
El edificio fue diseñado en un estilo posmoderno por la firma sudafricana Burg Doherty Bryant + Partners.